# Teologické ctnosti
Teologické ctnosti (teologální ctnosti) jsou ctnosti, které jsou v křesťanské teologii a filozofii spojovány se spásou vyplývající z Boží milosti. Ctnosti jsou rysy nebo vlastnosti, které člověka disponují k tomu, aby se choval mravně dobře. Tradičně se nazývají víra, naděje a láska (charita) a jejich význam v křesťanské teologii můžeme vysledovat až k apoštolu Pavlovi, který v 1. listu Korintským 13 také zdůraznil, že „největší z nich je láska“.
Středověký katolický filosof Tomáš Akvinský vysvětlil, že tyto ctnosti se nazývají teologickými ctnostmi, „protože mají za svůj cíl Boha, jednak proto, že k němu správně tíhneme, jednak proto, že jsou do našich duší vlévány jedině Bohem, a konečně také proto, že se o nich dozvídáme pouze z Božího zjevení v Písmu svatém“.

## Podklad

### 1. list Korintským 13
První zmínka o těchto třech teologických ctnostech se v křesťanské literatuře objevuje v prvním listu svatého Pavla Soluňským 1,3: „...připomínajíc vám dílo víry a práci lásky a vytrvalost v naději...“ V 1. listu Soluňským 5,8 se na tuto trojici ctností opět odvolává: „Ale protože náležíme ke dni, buďme střízliví, oblékněme si zbroj víry a lásky a přilbu, která je nadějí na spásu.“
V 1. listu Korintským 13 klade Pavel větší důraz na lásku. „Zůstává tedy víra, naděje a láska, tato trojice, ale největší z nich je láska.“ Za prvé proto, že podmiňuje ostatní dvě: „Všechno snáší, všemu věří, ve všechno doufá, všechno vydrží“. Podle Augustina z Hippo z časového hlediska trvá láska, zatímco „naděje není nadějí, je-li její předmět viditelný“, a víra ustupuje držení. Tento názor sdílí i Řehoř z Nyssy.

### Tomáš Akvinský
Tomáš Akvinský (dále Akvinský) shledal propojení praktické moudrosti (prudentia) a morální ctnosti (např. odvaha bez obezřetnosti se může stát pouhou pošetilostí). To se často označuje jako „jednota ctností“.
Akvinský uvedl, že teologické ctnosti se tak nazývají proto, „že mají za svůj cíl Boha, a to jednak proto, že k němu správně tíhneme, jednak proto, že jsou do našich duší vnášeny jedině Bohem, a konečně také proto, že se o nich dozvídáme pouze z Božího zjevení v Písmu svatém“.
Akvinský ve svém pojednání o ctnostech považoval teologické ctnosti za výsledek habituální milosti. Podle Akvinského tato milost prostřednictvím teologických ctností umožňuje lidem stát se činiteli v záslužném jednání, které přesahuje jejich vlastní přirozené schopnosti. Tímto způsobem se jedná o nadpřirozenou milost.
Akvinský říká: „Víra má charakter ctnosti ne proto, že by věřila tomu, čemu věří, protože víra je o tom, co se nejeví, ale proto, že se drží svědectví toho, v němž se neomylně nachází pravda.“ (De Veritate, xiv, 8).
Akvinský dále propojil teologické ctnosti s kardinálními ctnostmi. Nadpřirozené sklony teologických ctností, způsobené habituální milostí, podle něj nacházejí své naplnění v působení v kardinálních ctnostech.

## Výuka podle denominace

### Katolická církev
Katechismus katolické církve učí, že víra, naděje a láska „disponují křesťany k životu ve společenství s Nejsvětější Trojicí. Mají Boha za svůj původ, za svůj motiv a za svůj cíl – Boha poznaného vírou, v něhož doufají a kterého milují pro něho samého“.

### Moravští bratři
Evangelická moravská církev učí, že „Bůh tvoří, Bůh vykupuje, Bůh žehná. A my odpovídáme vírou, láskou a nadějí.“ Moravští bratři se proto učí posuzovat sami sebe „podle toho, jak hluboká je naše víra, jak rozsáhlá je naše láska a jak životodárná je naše naděje“.

### Anglikánské společenství
Církve anglikánského společenství se rovněž řídí Augustinem a Tomášem Akvinským. „Víra je záležitostí poznání Boha, které zdokonaluje intelekt... Naděje je záležitostí dokonalosti vůle... Láska je záležitostí dokonalosti samé, neboť láska je dokonalostí všech sil.“ Richard Hooker o víře řekl, že jejím
,hlavním cílem je ta věčná pravdivost, která objevila poklady skryté moudrosti v Kristu'; o naději, že jejím ,nejvyšším cílem je ta věčná dobrota, která v Kristu oživuje mrtvé'; o lásce, že jejím ,posledním cílem je ta nepochopitelná krása, která září ve tváři Krista, Syna živého Boha' (Ecclesiastical Polity, sv. i, kap. xi).

## Morální teologie

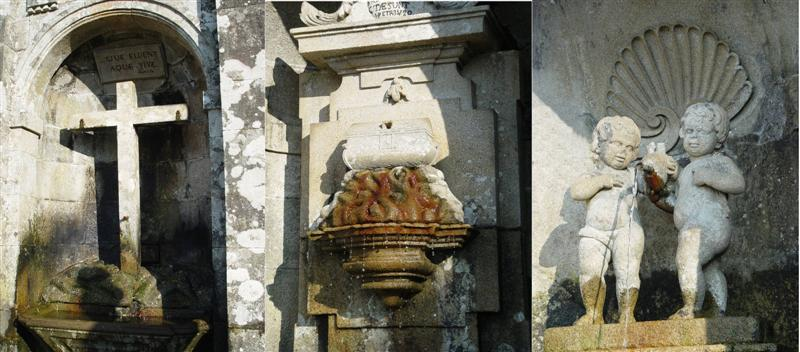
Tři ctnosti v Bom Jesus, Braga

Člověk přijímá teologické ctnosti tím, že jsou mu „vlity“ – skrze Boží milost – do jeho osoby. Teologické ctnosti se tak nazývají proto, že jejich předmětem je Božská bytost (theos).
- Víra je vlitá ctnost, díky níž intelekt hnutím vůle souhlasí s nadpřirozenými pravdami Zjevení nikoli na základě vnitřních důkazů, ale pouze na základě neomylné autority zjevujícího Boha.[13] Podle Hugha Popeho „[to], co říká Bůh, je pro nás svrchovaně věrohodné, i když ne nutně svrchovaně srozumitelné.“[7] První vatikánský koncil (III, iii;) uvedl, že „víra je nadpřirozená ctnost, díky níž z vnuknutí a s pomocí Boží milosti věříme, že jsou pravdivé věci, které nám Bůh zjevil... ačkoli souhlas víry není v žádném případě slepý, přesto nikdo nemůže souhlasit s evangelním učením způsobem nezbytným pro spásu bez osvícení Duchem svatým...“.[7] Je to nezasloužený Boží dar.
- Naděje je definována jako ctnost vlitá Bohem, působící na vůli, díky níž člověk s důvěrou založenou na Boží pomoci věří, že dosáhne věčného života.[13] Jejím opakem je hřích zoufalství.[2]
- Láska je ctnost vlitá Bohem, která přivádí lidskou vůli k tomu, aby si nade vše vážila Boha kvůli němu samému a člověka kvůli Bohu. Milovat Boha znamená přát mu veškerou čest, slávu a každé dobro a snažit se, nakolik je to v lidských silách, získat je pro něj. Jan 14, 23 (Kral, ČEP) si všímá jedinečného rysu vzájemnosti, který z lásky činí skutečné přátelství člověka s Bohem. „Kdo mě miluje, bude zachovávat mé slovo a můj Otec ho bude milovat, přijdeme k němu a učiníme si u něho příbytek.“[14] Nedostatek lásky může dát prostor nenávisti, hněvu nebo lhostejnosti.

## Srovnání kardinálních a teologických ctností
Mravní ctnosti se získávají praxí a zvykem. Katolická morální teologie tvrdí, že teologické ctnosti se od kardinálních ctností liší tím, že je nelze získat lidským úsilím, ale jsou člověku vlity Bohem. Episkopální církev tento názor sdílí. „Na rozdíl od kardinálních ctností, které můžeme rozvíjet, jsou teologické ctnosti zdokonalením lidských sil daným Boží milostí.“ Stejně jako kardinální ctnosti i tyto ctnosti jedinec, který se v nich cvičí, posiluje a zvětšuje, tj. je více disponován k jejich praktikování.
Po svatém Augustinovi uznával Akvinský také samostatný, ale příbuzný typ mravní ctnosti, která je rovněž vlévána Bohem. Rozdíl spočívá v jejich zdroji i cíli. Mravní ctnost střídmosti uznává jídlo jako dobro, které udržuje život, ale chrání před hříchem obžerství. Vlitá ctnost střídmosti disponuje jedince k tomu, aby se postil a zdržoval. Vlité mravní ctnosti jsou spojeny s teologickou ctností lásky.
Benedikt XVI. napsal tři encykliky o teologických ctnostech: Deus caritas est (o lásce), Spe salvi (o naději) a Lumen fidei (o víře). Poslední encykliku Lumen fidei napsal Benedikt XVI. společně s papežem Františkem.